# 로버트 토머스 바커
로버트 토머스 바커(Robert Thomas Bakker, 1945년 3월 24일 ~ )는 몇몇 공룡은 온혈동물이었다는 이론으로 공룡에 관한 현대 이론들의 새 국면을 개척한 미국의 고생물학자이다. 바커는 스승 존 오스트롬을 따라서 "공룡 르네상스"를 시작해야 할 책임을 지게 되었고, 《사이언티픽 어메리칸》지에 바커의 기사 〈공룡 르네상스〉가 1975년 4월에 실림으로써 일은 시작되었다. 그의 전공은 생태학적 환경과 공룡의 행동이다.
바커는 공룡이 온혈이며 영리하고 민첩하고 적응력이 있었다는 이론의 주요한 지지자이다. 그는 공룡이 온혈동물이라는 첫 논문을 1968년에 출판했다. 그는 알로사우루스가 둥지에서 새끼를 돌보았다는 증거를 발표했다. 바커는 《쥐라기 공원》과 1992년 PBS 시리즈 《공룡들》의 자문단 중 한 명이었으며 또한 엘드리지와 굴드의 단속평형설 이론을 지지하여 공룡 분류군에 적용했다.
콜로라도주 모리슨의 모리슨 자연사박물관에서 근무했으며 와이오밍 주의 코모 블러프에서 공룡 화석 수집과 강의를 하고 있다. 그는 또한 많은 공룡에게 깃털이 있었다는 것을 제기 했던 최초의 고생물학자 중 하나이기도 하다. 저서로는 <공룡 이설>, <맹금 레드>, (맥시멈 트리케라톱스>, <맹금 팩> 등이 있다.

## 같이 보기
- 공룡 르네상스